# Bob Chandler
Bob Chandler (24 de abril de 1949 - 28 de janeiro de 1995) foi um jogador profissional de futebol americano estadunidense.

## Carreira
Bob Chandler foi campeão da temporada de 1980 da National Football League jogando pelo Oakland Raiders.